# ديلون فاريل
ديلون فاريل (بالإنجليزية: Dillon Farrell)‏ هو لاعب كرة قدم أمريكية أمريكي، ولد في 7 سبتمبر 1990.

## وصلات خارجية
- ديلون فاريل على موقع مرجع كرة القدم المحترفة.كوم (الإنجليزية)